# Gouvernement Harmel
Royaume de Belgique
Lefèvre Vanden Boeynants I
Le gouvernement Harmel était une coalition de socialistes et sociaux-chrétiens. Il gouverne du 28 juillet 1965 au 19 mars 1966. Le lendemain de la formation de son cabinet, le nouveau Premier ministre Pierre Harmel prononce sa déclaration gouvernementale devant les deux Chambres.
Ce gouvernement est très éphémère, il reste six mois au pouvoir. Une opposition s’installe entre les socialistes et les sociaux-chrétiens à propos du ticket modérateur. Celle-ci est décisive et cause la chute du gouvernement le 19 mars 1966.

## Contexte
Le gouvernement qui précède est le gouvernement Lefèvre-Spaak qui émet sa démission le 23 mai 1965. Après 65 jours de crise, la coalition PSC-PSB est formée le 27 juillet 1965. Les socialistes wallons sont cependant particulièrement hostiles à l'idée de monter dans une majorité avec les sociaux-chrétiens (36,84 % seulement y sont favorables) ; 97 % des socialistes liégeois rejettent la coalition.

## Déclaration gouvernementale du Premier ministre
Le 29 juillet 1965, le nouveau chef du gouvernement lit sa déclaration gouvernementale devant les deux Chambres.
Les deux grands sujets qui occupent l’attention du nouveau Premier ministre Pierre Harmel sont d’une part, la croissance intérieure de la société belge ainsi que sa place au niveau européen et international, et d’autre part, les problèmes fondamentaux qui touchent « aux ressorts même de l’union intérieure, aux structures de la Nation, au vouloir vivre commun ».
La nouvelle politique de Pierre Harmel a pour objectif principal de prôner « une Belgique plus régionale ; une conversion et une reconversion économiques permanentes ; le plein emploi, le développement de l’économie des services, un aménagement général de notre pays qui lui permette notamment de remplir sa vocation de plaque tournante de l’Europe ».
D’après sa déclaration, le nationalisme ne fait que ralentir l’évolution du pays, le régionalisme serait la solution. « Le régionalisme économique et culturel met donc le développement économique et social au service de l’homme ».
Un des objectifs primordiaux du nouveau gouvernement est aussi d’atteindre, sur le plan culturel, une autonomie telle qu’elle a été prévue par les trois partis pendant les négociations à la « table ronde ».
D’un point de vue économique, le cabinet Harmel veut affronter les problèmes qui s’imposent aux régions. Il prévoit une politique d’accompagnement pour les régions qui se développent au départ aisément et une politique d’entrainement de l’État pour celles qui ont des difficultés.
L’internationalisation de l’économie belge due à la naissance du Marché commun intéresse Harmel. L’effort d’amplification de l’économie doit continuer via un important investissement humain, scientifique et industriel. C’est pour cela, qu’il faut soutenir « l’esprit de création des firmes belges ».
Pierre Harmel insiste également sur l’importance de la place qu’occupe la Belgique au sein de l’Europe. La Belgique constitue selon lui, le centre de gravité de l’Europe, il faut donc promouvoir le développement rapide et efficace d’une activité économique, scientifique et commerciale afin de contribuer au  bon développement du marché européen. Pour ce faire, il faut préparer, éduquer, et instruire correctement les jeunes afin qu’ils puissent contribuer à cette mission.
Un autre objectif de Pierre Harmel, est d’atteindre une économie dans laquelle on retrouve une importante quantité et diversité de services : « nous attendons une multiplication, soit des emplois indépendants ; soit des fonctions dépendantes libérant de plus en plus d’imagination, d’initiative et de création… ».
La position de carrefour qu’occupe la Belgique au sein de l’Europe doit être exploitée via « des communications routières d’intérêt international, qui augmenteront en même temps considérablement les chances de développement ou de reconversion industrielle, commerciale ou touristique de nos régions ».
Au niveau de l’éducation, un des objectifs du nouveau gouvernement est d’encourager les jeunes à suivre une formation « jusqu’à la limite de ses aptitudes ». Les problèmes liés à l’enseignement primaire, supérieur et universitaire constituent une priorité pour Harmel. Il veut promouvoir une diversification importante des programmes scolaires.

## Formation du gouvernement

### Élections législatives de 1965
À la suite des élections législatives et provinciales du 23 mai 1965, le gouvernement que doit constituer Pierre Harmel a pour objectif de réformer les institutions. Les trois partis principaux (les libéraux, le parti social chrétien et le parti socialiste belge) avaient été rassemblés depuis janvier 1964  pour en discuter. Harmel ne dispose pas d’une majorité suffisante pour adopter les conclusions de cette « table ronde ». En effet, les conclusions portant sur l’autonomie culturelle des régions et sur la décentralisation économique n’ont été approuvées que par le PSC et le PSB. Les libéraux refusent donc de faire partie du gouvernement.

### Formation
Pierre Harmel se résigne à former le gouvernement avec les deux partis perdants. Le PSB et le PSC avaient perdu énormément de voix pendant la période électorale. De plus, ils n’atteignaient pas la majorité des deux tiers à un siège près pour réviser la Constitution.
Au départ, les socialistes ne veulent pas faire partie du nouveau gouvernement en raison de leur défaite électorale et également à cause du combat qu'ils ont eu contre Pierre Harmel pendant la période de la deuxième guerre scolaire. Néanmoins, lors du vote de la déclaration gouvernementale à la Chambre, tous les députés du PSB et du PSC appuient son nouveau gouvernement.

### Difficultés rencontrées

#### Division au sein du PSB.
Le PSB reste très hostile à la participation gouvernementale avec les sociaux-chrétiens. Le nouveau Premier ministre fait preuve de ses talents de bon leader et conciliateur afin de faciliter les relations entre le PSB et le PSC.

#### Nouvelle structure gouvernementale.
Harmel soumet une structure limitée et inédite à André Molitor qui est à cette époque le chef du cabinet du Roi. Cette nouvelle structure consiste à hiérarchiser l’équipe en réduisant la taille du gouvernement. Ce nouveau cabinet devrait réunir cinq à huit ministres qui s’occuperaient de secteurs bien précis. Par ailleurs, les grandes décisions politiques qui seraient prises « engageraient la responsabilité du gouvernement tout entier ». Molitor refuse cette idée de gouvernement restreint. Finalement, Harmel dirigera un gouvernement de 26 ministres.

#### Première femme dans un gouvernement.
Pierre Harmel fait entrer la première femme dans un gouvernement. Magriet De Riemaecker occupe le poste de ministre sociale chrétienne de la Famille. Pierre Harmel commente à ce propos : « Je me suis toujours trouvé du côté de l’égalité des hommes et des femmes ». Qu’apporte la femme dans le monde politique ? Harmel répond : « J’aurais beaucoup voulu écrire un livre sur le gouvernement des femmes […]. Elles ont beaucoup plus de force de conviction que les hommes […]. Je crois qu’elles gouvernent autrement et qu’elles sont nécessaires. D’ailleurs, généralement, les hommes font appel aux femmes pour gouverner quand ils n’en peuvent plus ».

## Composition
| Ministère | Nom                            | Parti           |
| --- | ------------------------------ | --------------- |
| Premier ministre, chargé de la Coordination de la Politique scientifique                                                  | Pierre Harmel                  | Social-chrétien |
| Vice-Premier ministre, chargé de la Coordination de la Politique économique                                               | Antoon Spinoy                  | Socialiste      |
| Ministre des Affaires étrangères, chargé de la Coordination de la Politique étrangère                                     | Paul-Henri Spaak               | Socialiste      |
| Ministre des Finances | Gaston Eyskens                 | Social-chrétien |
| Vice-Premier ministre, chargé de la Coordination de la Politique sociale                                                  | Paul-Willem Segers             | Social-chrétien |
| Vice-Premier ministre, chargé de la Coordination de la politique de l'Infrastructure                                      | Edmond Leburton                | Socialiste      |
| Ministre de la Justice | Pierre Wigny                   | Social-chrétien |
| Ministre de l'Agriculture                                                                                                 | Charles Héger                  | Social-chrétien |
| Ministre de la Défense nationale                                                                                          | Ludovic Moyersoen              | Social-chrétien |
| Ministre des PTT | Edouard Anseele jr.            | Socialiste      |
| Ministre de l'Emploi et du Travail                                                                                        | Léon Servais                   | Social-chrétien |
| Ministre des Communications                                                                                               | Yves Urbain                    | Social-chrétien |
| Ministre de la Santé publique                                                                                             | Alfred Bertrand                | Social-chrétien |
| Ministre de l'Éducation nationale                                                                                         | Fernand Dehousse               | Socialiste      |
| Ministre de l'Intérieur                                                                                                   | Alfons Vranckx                 | Socialiste      |
| Ministre des Affaires économiques                                                                                         | Marc-Antoine Pierson           | Socialiste      |
| Ministre des Travaux publics                                                                                              | Jos De Saeger                  | Social-chrétien |
| Ministre de la Famille et du Logement                                                                                     | Marguerite De Riemaecker-Legot | Social-chrétien |
| Ministre des Classes moyennes                                                                                             | Adhémar d'Alcantara            | Social-chrétien |
| Ministre de la Prévoyance sociale                                                                                         | Hervé Brouhon                  | Socialiste      |
| Ministre-secrétaire d'État des Affaires européennes, adjoint aux Affaires étrangères                                      | Hendrik Fayat                  | Socialiste      |
| Ministre-secrétaire d'État pour la Culture néerlandaise                                                                   | Albert De Clerck               | Social-chrétien |
| Ministre-secrétaire d'État pour la Coopération au Développement et le Commerce extérieur, adjoint aux Affaires étrangères | Ernest Adam                    | Social-chrétien |
| Ministre-secrétaire d'État de la Culture française                                                                        | Paul de Stexhe                 | Social-chrétien |
| Ministre-secrétaire d'État, adjoint au Premier ministre pour la Fonction publique                                         | André Van Cauwenberghe         | Socialiste      |
| Ministre-secrétaire d'État, adjoint à l'Éducation nationale                                                               | Elie Van Bogaert               | Socialiste      |
| Ministre-secrétaire d'État, adjoint aux Finances                                                                          | Alfred Scokaert                | Socialiste      |

## Controverses

### Jan Grauls
Pierre Harmel confie la direction de son cabinet à Jan Grauls. La libre Belgique ne tarde pas à critiquer sa présence. Jan Grauls est un ancien responsable du Vlaamse Volksbeweging. C’est un parti extrémiste qui défendait le fanatisme linguistique. Il est à l’initiative des deux « marches » sur Bruxelles, et de la « marche » fédéraliste sur Anvers.
« Personne n’aurait imaginé que M. Harmel, auquel on prête tout de même pas mal de moralité politique, lui ferait ainsi la courte échelle, prouvant ainsi que l’extrémisme est décidément fort payant. […] Pour promouvoir le civisme et l’apaisement, M. Harmel aurait pu trouver mieux ».

### Wilfried Martens
Le conseiller du Premier ministre était Wilfried Martens. Le pourquoi pas ? écrit une critique à son propos : « Comprenez que telle quelle, votre nomination est insupportable, qu’elle cautionne l’extrémisme, qu’elle reconnaît ses buts, ses droits, ses méthodes. [...] Conseiller d’un Premier ministre du Roi, ivre de modération, dévot unitaire et paternellement capitaliste, sur quoi, diantre, vous demande-t-on votre avis ? Allons Monsieur, militez, mais ne conseillez pas. Vous ne sauriez être que de mauvais conseil. Et marchez donc, puisque c’est votre plaisir. Mais vers la sortie ».
En sus de cet article, Jean Defraigne pose une question parlementaire à Pierre Harmel. Il rappelle que Martens a été condamné en tant qu’éditeur d’un pamphlet du VVB incitant les Flamands à refuser les produits provenant des firmes qui ne respectent pas les lois linguistiques. « Ne pensez-vous pas que, compte tenu de la politique d’union et d’apaisement que votre Gouvernement déclare vouloir suivre, la présence (de Wilfried Martens) à votre Cabinet ne s’impose guère ? ».
Après plusieurs hésitations de la part d’Harmel concernant le renvoi de Wilfried Martens, le Premier ministre finit par accepter sa présence dans le cabinet.

## Dissolution du gouvernement

### Causes
Le 28 juillet 1965 a lieu le premier conseil des ministres. Harmel se rend compte que son cabinet doit faire face à d’importants problèmes financiers. Le ministre des Finances, Gaston Eyskens, explique qu’il faut limiter les dépenses de l’État. Les socialistes Wallons sont quant à eux, réticents à l’idée de freiner les dépenses de l’État, surtout en ce qui concerne les soins de santé et le secteur social. Il en est de même pour la FGTB. Le 9 novembre 1965, Harmel explique qu’il faudra recourir à de nouveaux impôts pour équilibrer le budget.
- Fermeture des charbonnages du Limbourg.

La fermeture des mines imposée par la CECA touchait principalement les mines wallonnes. Mais le programme d’assainissement des finances publiques touche également les mines du Limbourg, entrainant la grève des mineurs de Zwartberg. Le 27 janvier 1966 commence une grève qui provoque la mort de deux manifestants à la suite d'une intervention policière. Ces troubles fragilisent le gouvernement.
- Conflit à propos du ticket modérateur.

Médecins et mutualités s’opposent tous deux à des mesures de modération des subventions de la sécurité sociale. Les médecins souhaitent qu’à chaque prestation médicale réalisée dans un hôpital ou dans un établissement qui travaille sur base de forfait, un ticket modérateur de 30 FB soit imposé aux patients. A travers cette politique, les médecins essaient de sensibiliser les gens au coût des soins de santé, et à l’importance de ne pas gaspiller. Ils veulent revaloriser leur profession en gagnant davantage d’argent en fonction de leurs prestations. Sept polycliniques socialistes refusent d’appliquer cette nomenclature proposée par les médecins. Finalement aucun accord n’est trouvé entre le PSB et le PSC.

### Tentative de démission
Une grande tension s’installe au sein du gouvernement entre, d’une part, les sociaux chrétiens qui sont pour le ticket modérateur et, d’autre part, les socialistes qui sont contre. Harmel finit par présenter sa démission au Roi Baudouin.
Le Roi refuse la démission de Pierre Harmel et lui écrit une lettre en l’encourageant à ne pas lâcher prise pour une question aussi futile. Dans sa lettre, le Roi donne une leçon de démocratie parlementaire à Harmel et à tous les autres ministres. Le Roi écrit : « Je ne puis accepter la démission de ce gouvernement […] Je vous invite […] à faire un nouvel effort en vue de trouver une solution au problème et à soumettre cette solution sans délai à l’approbation des Chambres »<.

### Dissolution
Après maints efforts, Harmel ne parvient pas à trouver une entente entre le PSB et le PSC en ce qui concerne le ticket modérateur. Le PSC n’accepte pas la proposition du PSB qui est de geler la situation des sept polycliniques socialistes afin qu’elles continuent à appliquer le forfait. Dès lors, le 10 février 1966, les ministres socialistes donnent leur démission au Premier ministre. Harmel présente ensuite la démission définitive de son gouvernement au Roi. « Ainsi s’efface l’éphémère cabinet d’Harmel, dont Spaak dira plus tard qu’il n’avait jamais compris pourquoi il était tombé car un gouvernement ne peut trébucher pour 30 FB ».

### Critiques
Après la démission du cabinet Harmel, les critiques ont commencé à fuser. Plusieurs d’entre elles provenaient de ses propres collègues de parti. Notamment de la part de Paul Vanden Boeynants : « J’ai été un ardent défenseur de la candidature Harmel […]. Je l’admirais. N’ayant jamais siégé avec lui dans un gouvernement, je ne connaissais pas son caractère velléitaire, sa peur viscérale de choquer, de faire mal. Ce fut une erreur. Cet homme est trop bien élevé et trop courtois pour être Premier ministre. Dans certains cas, un chef de gouvernement doit pouvoir se montrer grossier, brutal, et ne plus accepter la discussion. Il doit pouvoir dire à ses ministres : " J’ai entendu vos palabres, maintenant voilà ma décision. Que celui qui n’est pas d’accord démissionne " ». Les trois grandes conditions pour être un bon Premier ministre selon Vanden Boeynants : « Un, il doit savoir jurer. Deux, il doit savoir taper du poing sur la table. Trois, il ne doit surtout pas être professeur d’université ».
Wilfried Martens est une des personnes ayant vécu cette chute gouvernementale de l’intérieur. Selon lui : « Harmel réunissait dans un premier temps tous les membres du cabinet le samedi matin, mais après il a décidé d’en revenir à la semaine de cinq jours afin de consacrer le week-end à la réflexion, et aux lectures. La structure du gouvernement […] était assez théorique. Valable dans la théorie, mais pas dans la pratique. De plus, Harmel n’était pas un manager. C’était un chef de gouvernement plein d’idéal et d’enthousiasme, mais cela ne suffit pas. Personnellement, je l’appréciais beaucoup. Il faut dire aussi qu’il avait la tâche impossible de maintenir la collaboration PSC-PSB. Pour ma part, je pensais que cela ne pouvait que casser ».
Jean-Pierre Grafé écrit également à propos du Premier ministre : « La rigueur du ministre Harmel et son honnêteté intellectuelle faisaient […] qu’il hésitait parfois à arbitrer rapidement dans des dossiers politiques complexes, dans la crainte de commettre une erreur ou une injustice. Les raisons de ses hésitations n’étaient pas toujours comprises par certains de ses collègues ministres ».

### Ouvrages
- Brepoels J., “Wat zoudt gij zonder ‘t werkvolk zijn ?, deel 2, 1960-1980”, Kritak, Leuven, 1981.
- Dabe X., "The 1965 Belgian governmental crisis", in Journal of Belgian History, 2020/1.
- Vincent Dujardin, Pierre Harmel, Bruxelles, Le Cri, 2004.
- Vincent Dujardin et Michel Dumoulin, Nouvelle histoire de Belgique 1950 - 1970 : L'Union fait-elle toujours la force?, Bruxelles, Le Cri, 2008.
- Gaus H., Politiek biografisch lexicon: Belgische Ministers en Staatssecretarissen 1960-1980, Anvers, Standaard Uitgeverij, 1989.
- Goorden Th., Willy De Clercq, L’art du possible, Bruxelles, Racine, 2004.
- Luyckx Th. et PLATEL M., Politieke geschiedenis van Belgie : Van 1944 tot 1985, t. II, Anvers, Kluwer, 1985.
- Stengers J., L’action du Roi en Belgique, Bruxelles, Racine, 2000.
- E. Witte et J. Craeybeckx, La Belgique politique de 1830 à nos jours, Bruxelles, Editions de l’université de Bruxelles, 2012.

### Hebdomadaires
- V. Dujardin, « Pourquoi pas? », Pierre Harmel, Bruxelles, Le Cri,‎ 16 septembre 1965, p. 397.
- V. Dujardin, « La Libre Belgique », Pierre Harmel, Bruxelles, Le Cri,‎ 10 septembre 1965, p. 397.
- « Question n°7 du 8 octobre 1965. », Questions et Réponses. Chambre,‎ 1965, p. 394